# الکس کاسرس
الکس کاسرس (انگلیسی: Alex Caceres؛ زادهٔ ۲۰ ژوئن ۱۹۸۸) ورزشکار هنرهای رزمی ترکیبی اهل ایالات متحده آمریکا است. وی از سال ۲۰۰۸ میلادی تاکنون مشغول فعالیت بوده‌است.